# François-Joseph de Magnan
François-Joseph de Magnan est un homme politique français, né le 7 avril 1781 aux Mées (Alpes-de-Haute-Provence) et mort le 28 décembre 1870 à Aix-en-Provence.
Il est député des Basses-Alpes en 1830.

## Pour approfondir